# Le Secret de Polichinelle (film, 1997)
Pour plus de détails, voir Fiche technique et Distribution.
Le Secret de Polichinelle est un film français réalisé par Franck Landron et sorti en 1997.

## Fiche technique
- Titre : Le Secret de Polichinelle
- Réalisation : Franck Landron
- Scénario : Gilles Cahoreau et Franck Landron
- Photographie : Benoît Delhomme
- Son : Cyril Moisson et Jérôme Thiault
- Mixage : Hervé Guyader
- Musique : Nicolas Neidhardt
- Montage : Louise de Champfleury
- Production : Les Films en hiver - Les Films des Tournelles
- Pays de production :  France
- Durée : 100 minutes
- Date de sortie : France - 17 août 1997

## Distribution
- Nathalie Schmidt : Rebecca
- Dominique Duthuit : Dominique
- Aure Atika : Aure
- Sweta Sizowa : Sweta
- Isabelle Janier : Isabelle
- Dominique Frot : Dominique
- Isabelle Duthuit : Isabelle
- Julien Rassam : Julien
- Gilles Guelblum : Gilles
- Abdellatif Kechiche : Raymond